# Lucifotychus puberulus
Lucifotychus puberulus är en skalbaggsart som först beskrevs av Leconte 1851.  Lucifotychus puberulus ingår i släktet Lucifotychus och familjen kortvingar. Inga underarter finns listade i Catalogue of Life.